# Astracantha jucunda
Astracantha jucunda là một loài thực vật có hoa trong họ Đậu. Loài này được ("Al.Fed., Fed. & Rzazade") Czere miêu tả khoa học đầu tiên.